# Oliver Kahn
Oliver Rolf Kahn (AFI: ˈɔ.lɪ.vɐ ˈkʰaːn; Karlsruhe, Baden-Wurtemberg, 15 de junio de 1969) es un exfutbolista, empresario y comentarista alemán. En su etapa como futbolista, jugó en la posición de guardameta, desarrollando gran parte de su carrera en el FC Bayern de Múnich y en la selección de fútbol de Alemania, siendo considerado como uno de los mejores de su generación y de la historia del fútbol. 
Se desempeñaba como director general del FC Bayern München AG —sociedad filial del Bayern de Múnich que gestiona el patrimonio económico y las actividades en el Allianz Arena—, tras haber sucedido a Karl-Heinz Rummenigge, hasta su despido tras el título conseguido por el club al finalizar la temporada.
En 2004, fue incluido en la lista de futbolistas «FIFA 100». Actualmente, ocupa la cuarta posición en el «Ranking Mundial Histórico de Porteros». Con 557 encuentros disputados es el tercer futbolista y el primer guardameta con más encuentros disputados en la historia de la Bundesliga.

## Trayectoria

### Karlsruher S. C.
Inició su carrera futbolística en 1987 en el equipo de su ciudad natal, el Karlsruher SC, siendo el portero suplente después de Alexander Famulla. Su debut se produjo en 1990, cuando el entrenador Winfried Schäfer decidió colocarlo en el equipo titular. En los siguientes años, se convirtió en un portero de calidad, contribuyendo a establecer al Karlsruher SC como uno de los mejores equipos de la Bundesliga. Su mayor logro con el Karlsruher SC fue alcanzar las semifinales de la Copa de la UEFA en la temporada 1993-1994. En ese torneo el Karlsruher SC obtuvo una histórica victoria por 7-0 en el encuentro de vuelta ante el Valencia CF, después de haber sido derrotado en el encuentro de ida por 3-1. Oliver Kahn permaneció en el club durante siete temporadas.

### Bayern de Múnich

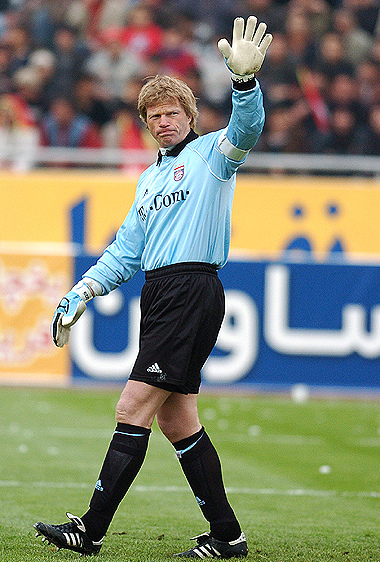
Kahn en 2006.

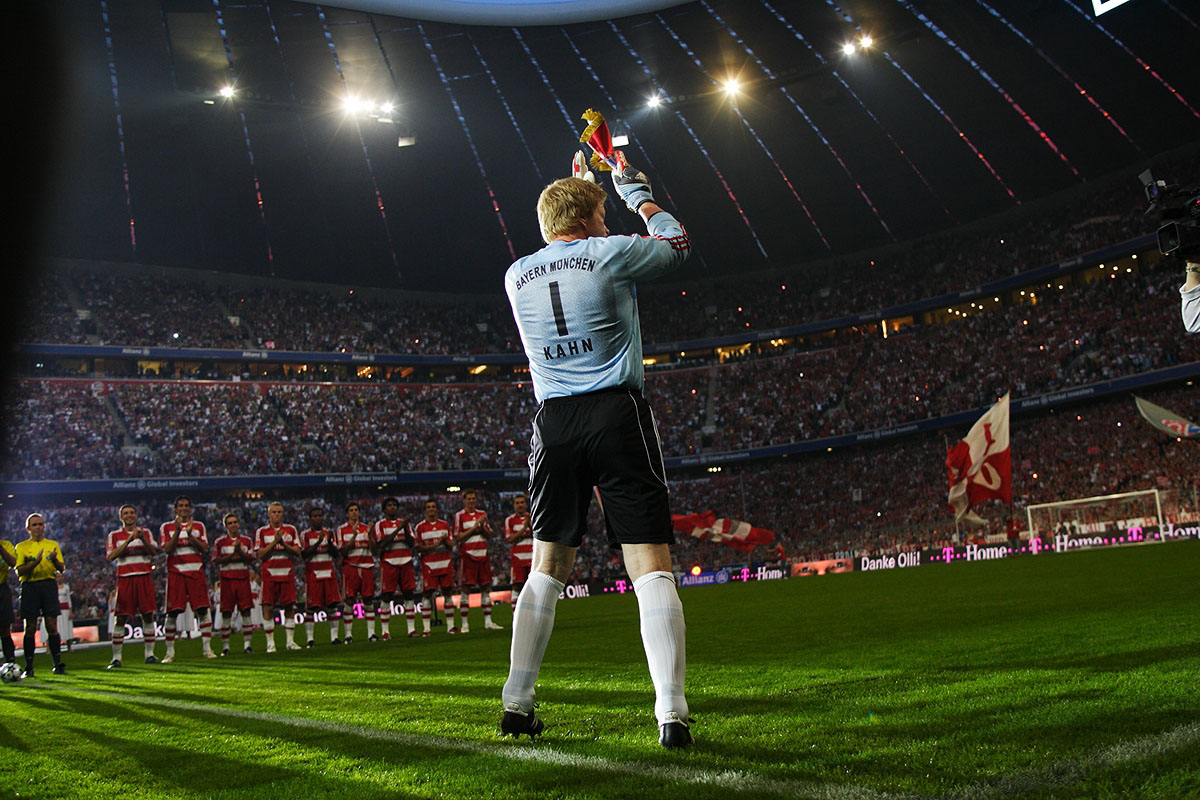
Kahn en su partido de despedida entre el Bayern de Múnich y en el Allianz Arena el 2 de septiembre de 2008.

En 1994 fichó por el Bayern de Múnich por una cifra de 2,5 millones de euros, disputando 23 encuentros. En la temporada 1995-96, sufrió una lesión en el ligamento cruzado. En 1999, alcanzó la final de la Liga de Campeones, donde serían derrotados por el Manchester United con el marcador de 2-1, aunque fue nombrado con el futbolista más valioso del encuentro. A partir de la temporada 2000-01 Oliver Kahn fue la figura indiscutida para conseguir la Liga de Campeones, la Copa Intercontinental y la Bundesliga de ese mismo año, y fue otorgado por la IFFHS como arquero del año y como mejor portero de Europa y la Bundesliga le otorgó como futbolista alemán del año.
Debido a lesiones y problemas personales, su nivel empezó a disminuir después de la temporada 2002-03. En la Liga de Campeones de la temporada 2003-04, Kahn dejó entrar un tiro fácil en la portería del Bayern, contribuyendo a la eliminación de su equipo de la competición. Sin embargo, desde la temporada 2003-04 y a pesar de su edad, las actuaciones de Kahn mejoraron considerablemente.
Además Kahn es el segundo portero de la Bundesliga que más minutos ha permanecido invicto: 803 minutos sin recibir un gol. Timo Hildebrand lo superó en la temporada 2006-2007 al permanecer 885 minutos sin recibir un gol.
Oliver Kahn puso fin a su carrera en agosto de 2008 en un partido Bayern de Múnich-Selección Alemana de Fútbol, aunque en una entrevista que concedió dijo que haría una temporada más con su club "natal", el Karlsruher SC.
El 1 de mayo de 2008 Kahn dijo adiós a la competición europea disputando su último partido de la copa de la UEFA contra el FC Zenit San Petersburgo en las semifinales de dicha competición, cayendo eliminado el Bayern tras recibir un contundente 4:0.
El 17 de mayo de 2008, Kahn disputó su último partido en la Bundesliga con la camiseta del Bayern de Múnich contra el Hertha de Berlín, con un resultado final de 4:1 a favor del Bayern. Kahn fue sustituido en el minuto 89 por Michael Rensing, su sucesor en la meta del conjunto bávaro, bajo una fuerte ovación del público del Allianz Arena. Este partido fue el n.º 557 de Kahn en la Bundesliga, estableciendo el récord de 3.er jugador con más partidos disputados en la historia de esa competición. También en ese mismo partido Kahn logró su último récord como jugador: el de menos goles encajados en una temporada. Kahn encajó 21 goles en 34 partidos, récord que hasta ese momento pertenecía al Werder Bremen.

## Selección nacional

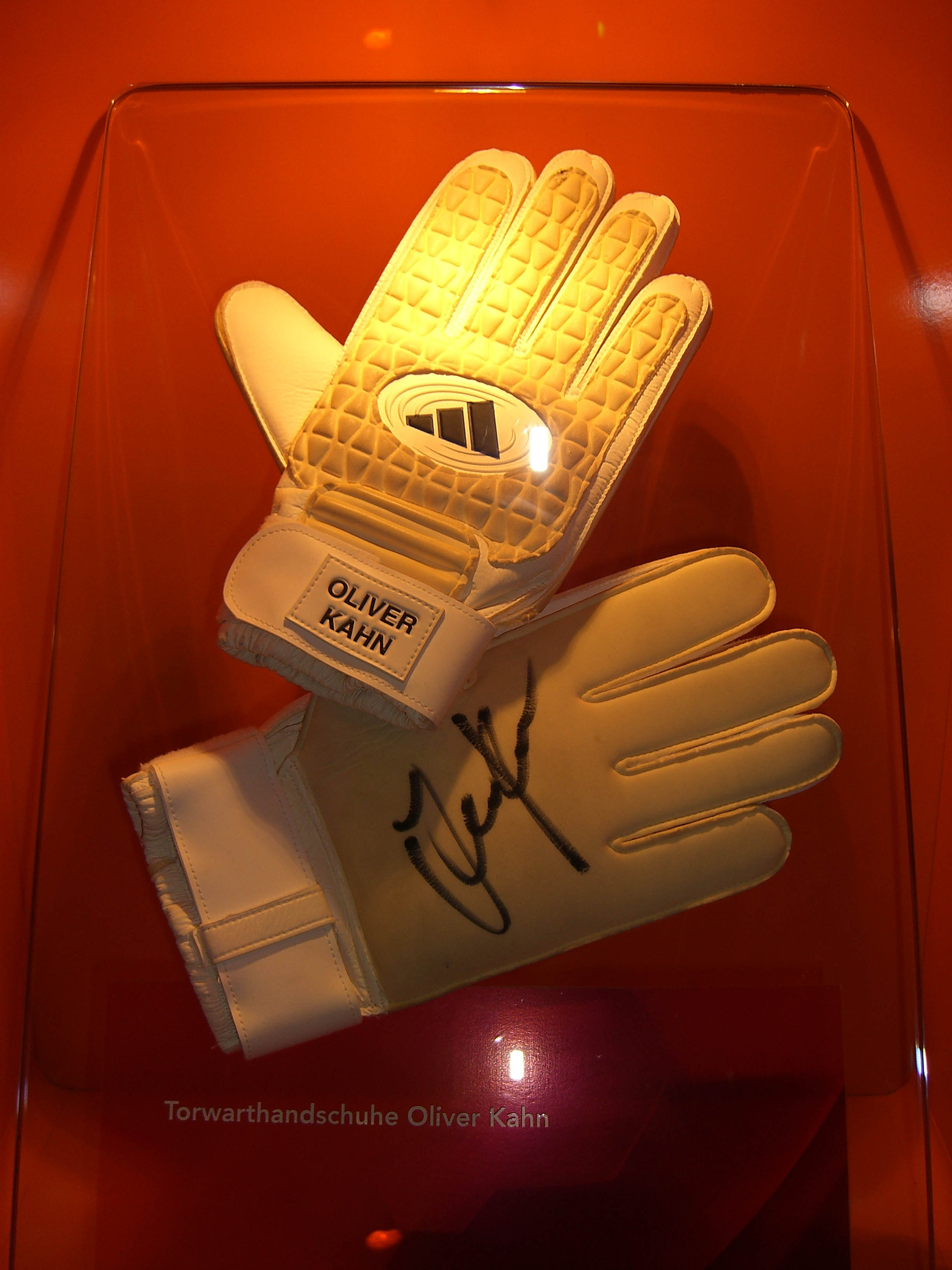
Guantes utilizados por Oliver Kahn.

Fue internacional con la selección de fútbol de Alemania en 96 ocasiones. Aunque ya había sido convocado con su selección en 1994, su debut como internacional se produjo el 23 de junio de 1995 en un encuentro contra Suiza. Fue convocado para la Eurocopa 1996, aunque no llegó a disputar ni un solo encuentro. 
Participó en la Copa Mundial de Fútbol de Corea y Japón de 2002 disputando siete encuentros contra Arabia Saudita, Camerún, Irlanda, Paraguay, Estados Unidos, Corea del Sur y Brasil. Kahn fue el capitán de la Selección alemana y disputó todos los partidos de ese Mundial y junto a Oliver Bierhoff y a Oliver Neuville formó el trío de "los tres Oliver" . Tuvo actuaciones soberbias que permitieron a una poco brillante selección alemana plantarse en la final en el estadio de Tokio, donde, sin embargo, un clamoroso error del guardameta permitió que Brasil se proclamara pentacampeona por 2:0. En la entrega de premios, Oliver fue la imagen más representativa del dolor que provocó en las filas alemanas aquella derrota. «Cometer un error es siempre decepcionante y doloroso, pero lo es diez veces más cuando se produce en un partido por el título. No encuentro consuelo. Tenía que haber atrapado aquel balón, pero se me escapó», declaró ante la prensa, abatido. Aun así Kahn recibió tres goles en el campeonato y fue decisivo para su equipo, por lo que fue elegido mejor jugador del torneo, en el cual recibió el Balón de oro y el Premio Lev Yashin. De esta manera, el capitán de la selección de la Alemania reunificada se convertía en el primer guardameta que obtenía este galardón.
Poco antes de comenzar la Copa Mundial de Fútbol de 2006, Jürgen Klinsmann, en ese entonces director técnico del combinado germano, anunció la titularidad de Jens Lehmann en el marco de la selección, quedando así Oliver Kahn como el segundo portero, lo cual fue un gran golpe inesperado para él. Esto se dio por una disputa entre la leyenda del fútbol alemán Franz Beckenbauer y el técnico de la selección. Fue así como durante la Copa Mundial de Fútbol de 2006 Oliver Kahn fue el segundo portero de la selección de fútbol de Alemania, por detrás de su compañero Jens Lehmann, jugando solamente el partido donde se disputó el tercer lugar (Portugal-Alemania 1:3). Al finalizar el torneo, anunció su retiro como integrante de la selección nacional.

### Participaciones en Copas del Mundo
| Copa              | Sede                | Resultado        | Partidos | Goles |
| ----------------- | ------------------- | ---------------- | -------- | ----- |
| Copa Mundial 1994 | Estados Unidos      | Cuartos de final | 0        | 0     |
| Copa Mundial 1998 | Francia             | Cuartos de final | 0        | 0     |
| Copa Mundial 2002 | Corea del Sur Japón | Subcampeón       | 7        | -3    |
| Copa Mundial 2006 | Alemania            | Tercer lugar     | 1        | -1    |

### Participaciones en Eurocopas
| Copa          | Sede                   | Resultado    | Partidos | Goles |
| ------------- | ---------------------- | ------------ | -------- | ----- |
| Eurocopa 1996 | Inglaterra             | Campeón      | 0        | 0     |
| Eurocopa 2000 | Bélgica · Países Bajos | Primera fase | 3        | -5    |
| Eurocopa 2004 | Portugal               | Primera fase | 3        | -3    |

### Participaciones en Copa Confederaciones
| Copa                      | Sede     | Resultado    | Partidos | Goles |
| ------------------------- | -------- | ------------ | -------- | ----- |
| Copa Confederaciones 2005 | Alemania | Tercer lugar | 2        | -6    |

## Estadísticas

### Clubes
| Club | Temporada     | Div.          | Liga  | Liga  | Copas nacionales(1) | Copas nacionales(1) | Copa de la Liga(2) | Copa de la Liga(2) | Torneos internacionales(3) | Torneos internacionales(3) | Otros(4) | Otros(4) | Total | Total |
| Club | Temporada     | Div.          | Part. | Goles | Part.               | Goles               | Part.              | Goles              | Part.                      | Goles                      | Part.    | Goles    | Part. | Goles |
| --- | ------------- | ------------- | ----- | ----- | ------------------- | ------------------- | ------------------ | ------------------ | -------------------------- | -------------------------- | -------- | -------- | ----- | ----- |
| Karlsruher S. C. · Alemania | 1987-88       | 1.ª           | 2     | 0     | 0                   | 0                   | —                  | —                  | —                          | —                          | —        | —        | 2     | 0     |
| Karlsruher S. C. · Alemania | 1988-89       | 1.ª           | 2     | 0     | 0                   | 0                   | —                  | —                  | —                          | —                          | —        | —        | 2     | 0     |
| Karlsruher S. C. · Alemania | 1989-90       | 1.ª           | 22    | 0     | 0                   | 0                   | —                  | —                  | —                          | —                          | —        | —        | 22    | 0     |
| Karlsruher S. C. · Alemania | 1990-91       | 1.ª           | 0     | 0     | 0                   | 0                   | —                  | —                  | —                          | —                          | —        | —        | 0     | 0     |
| Karlsruher S. C. · Alemania | 1991-92       | 1.ª           | 37    | 0     | 2                   | 0                   | —                  | —                  | —                          | —                          | —        | —        | 39    | 0     |
| Karlsruher S. C. · Alemania | 1992-93       | 1.ª           | 34    | 0     | 5                   | 0                   | —                  | —                  | —                          | —                          | —        | —        | 39    | 0     |
| Karlsruher S. C. · Alemania | 1993-94       | 1.ª           | 31    | 0     | 3                   | 0                   | —                  | —                  | 10                         | 0                          | —        | —        | 44    | 0     |
| Karlsruher S. C. · Alemania | Total club    | Total club    | 128   | 0     | 10                  | 0                   | —                  | —                  | 10                         | 0                          | —        | —        | 148   | 0     |
| Bayern de Múnich · Alemania | 1994-95       | 1.ª           | 23    | 0     | 1                   | 0                   | —                  | —                  | 5                          | 0                          | 1        | 0        | 30    | 0     |
| Bayern de Múnich · Alemania | 1995-96       | 1.ª           | 32    | 0     | 2                   | 0                   | —                  | —                  | 12                         | 0                          | —        | —        | 46    | 0     |
| Bayern de Múnich · Alemania | 1996-97       | 1.ª           | 32    | 0     | 4                   | 0                   | —                  | —                  | 2                          | 0                          | —        | —        | 38    | 0     |
| Bayern de Múnich · Alemania | 1997-98       | 1.ª           | 34    | 0     | 6                   | 0                   | 2                  | 0                  | 8                          | 0                          | —        | —        | 50    | 0     |
| Bayern de Múnich · Alemania | 1998-99       | 1.ª           | 30    | 0     | 6                   | 0                   | 2                  | 0                  | 13                         | 0                          | —        | —        | 51    | 0     |
| Bayern de Múnich · Alemania | 1999-00       | 1.ª           | 27    | 0     | 5                   | 0                   | 0                  | 0                  | 13                         | 0                          | —        | —        | 45    | 0     |
| Bayern de Múnich · Alemania | 2000-01       | 1.ª           | 32    | 0     | 2                   | 0                   | 2                  | 0                  | 16                         | 0                          | —        | —        | 52    | 0     |
| Bayern de Múnich · Alemania | 2001-02       | 1.ª           | 32    | 0     | 4                   | 0                   | 1                  | 0                  | 12                         | 0                          | 2        | 0        | 51    | 0     |
| Bayern de Múnich · Alemania | 2002-03       | 1.ª           | 33    | 0     | 6                   | 0                   | 0                  | 0                  | 6                          | 0                          | —        | —        | 45    | 0     |
| Bayern de Múnich · Alemania | 2003-04       | 1.ª           | 33    | 0     | 4                   | 0                   | 1                  | 0                  | 8                          | 0                          | —        | —        | 46    | 0     |
| Bayern de Múnich · Alemania | 2004-05       | 1.ª           | 32    | 0     | 5                   | 0                   | 2                  | 0                  | 10                         | 0                          | —        | —        | 49    | 0     |
| Bayern de Múnich · Alemania | 2005-06       | 1.ª           | 31    | 0     | 6                   | 0                   | 0                  | 0                  | 7                          | 0                          | —        | —        | 44    | 0     |
| Bayern de Múnich · Alemania | 2006-07       | 1.ª           | 32    | 0     | 1                   | 0                   | 1                  | 0                  | 9                          | 0                          | —        | —        | 43    | 0     |
| Bayern de Múnich · Alemania | 2007-08       | 1.ª           | 26    | 0     | 5                   | 0                   | 2                  | 0                  | 9                          | 0                          | —        | —        | 42    | 0     |
| Bayern de Múnich · Alemania | Total club    | Total club    | 429   | 0     | 57                  | 0                   | 13                 | 0                  | 130                        | 0                          | 3        | 0        | 632   | 0     |
| Total carrera | Total carrera | Total carrera | 557   | 0     | 67                  | 0                   | 13                 | 0                  | 140                        | 0                          | 3        | 0        | 780   | 0     |
| (1) Incluye datos de la Copa de Alemania (1991-08). (2) Incluye datos de la Copa de la Liga de Alemania (1997-08). (3) Incluye datos de la Copa de la UEFA (1993-08) y Liga de Campeones de la UEFA (1994-07). (4) Incluye datos de la Supercopa de Alemania (1995), Supercopa de Europa (2001) y Copa Intercontinental (2001). |               |               |       |       |                     |                     |                    |                    |                            |                            |          |          |       |       |

## Palmarés

### Títulos nacionales
| Título                      | Club             | País     | Año  |
| --------------------------- | ---------------- | -------- | ---- |
| 1. Bundesliga               | Bayern de Múnich | Alemania | 1997 |
| Copa de la Liga de Alemania | Bayern de Múnich | Alemania | 1997 |
| Copa de Alemania            | Bayern de Múnich | Alemania | 1998 |
| Copa de la Liga de Alemania | Bayern de Múnich | Alemania | 1998 |
| 1. Bundesliga               | Bayern de Múnich | Alemania | 1999 |
| Copa de la Liga de Alemania | Bayern de Múnich | Alemania | 1999 |
| 1. Bundesliga               | Bayern de Múnich | Alemania | 2000 |
| Copa de Alemania            | Bayern de Múnich | Alemania | 2000 |
| Copa de la Liga de Alemania | Bayern de Múnich | Alemania | 2000 |
| 1. Bundesliga               | Bayern de Múnich | Alemania | 2001 |
| 1. Bundesliga               | Bayern de Múnich | Alemania | 2003 |
| Copa de Alemania            | Bayern de Múnich | Alemania | 2003 |
| Copa de la Liga de Alemania | Bayern de Múnich | Alemania | 2004 |
| 1. Bundesliga               | Bayern de Múnich | Alemania | 2005 |
| Copa de Alemania            | Bayern de Múnich | Alemania | 2005 |
| 1. Bundesliga               | Bayern de Múnich | Alemania | 2006 |
| Copa de Alemania            | Bayern de Múnich | Alemania | 2006 |
| Copa de la Liga de Alemania | Bayern de Múnich | Alemania | 2007 |
| 1. Bundesliga               | Bayern de Múnich | Alemania | 2008 |
| Copa de Alemania            | Bayern de Múnich | Alemania | 2008 |

### Títulos internacionales
| Título                | Club                  | Sede       | Año  |
| --------------------- | --------------------- | ---------- | ---- |
| Copa de la UEFA       | Bayern de Múnich      | Burdeos    | 1996 |
| Eurocopa              | Selección de Alemania | Inglaterra | 1996 |
| Liga de Campeones     | Bayern de Múnich      | Milán      | 2001 |
| Copa Intercontinental | Bayern de Múnich      | Tokio      | 2001 |

(*) Incluyendo la selección

### Distinciones individuales
| Distinción                                   | Año                                        |
| -------------------------------------------- | ------------------------------------------ |
| XI Ideal de la Bundesliga                    | 1994, 1997, 1998, 1999, 2000, 2001, 2002   |
| Portero del Año en la Bundesliga             | 1994, 1997, 1998, 1999, 2000, 2001, 2002   |
| Portero del Año de la UEFA                   | 1999, 2000, 2001, 2002                     |
| Mejor Portero de Europa                      | 1999(2.º), 2000(2.º), 2001(1.º), 2002(1.º) |
| Portero del Año (IFFHS)                      | 1999, 2001, 2002                           |
| Futbolista Alemán del Año                    | 2000, 2001                                 |
| XI Ideal de European Sports Media            | 1999, 2000                                 |
| Balón de Oro                                 | 2001(3.º), 2002(3.º)                       |
| Premio Bambi                                 | 2001, 2006                                 |
| MVP de la final de la Liga de Campeones      | 2001                                       |
| Premio al juego limpio de la UEFA            | 2001                                       |
| Equipo All-Star de la Copa Mundial de Fútbol | 2002                                       |
| Balón de Oro de la Copa Mundial de Fútbol    | 2002                                       |
| Guante de Oro de la Copa Mundial de Fútbol   | 2002                                       |
| Jugador Mundial de la FIFA                   | 2001(7.º), 2002(2.º)                       |
| Futbolistas FIFA 100                         | 2004                                       |
| Golden Foot como Leyenda del Fútbol          | 2017                                       |

## Vida privada

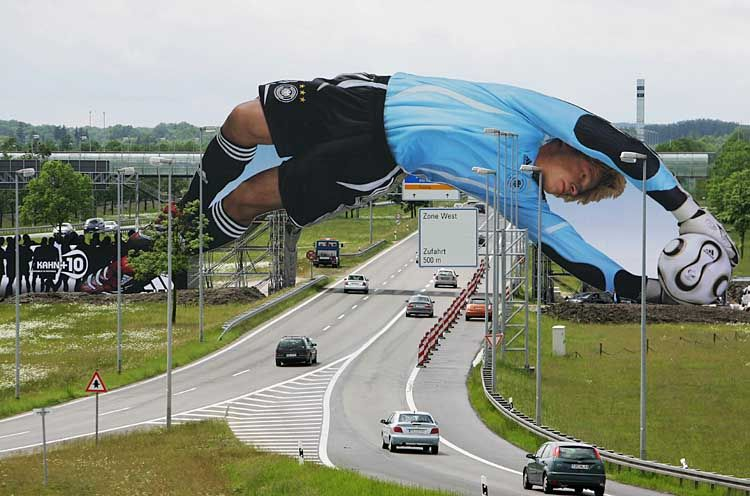
En 2006, previo a la Copa del Mundo, Adidas creó un arco en Múnich, en honor a Oliver Kahn.

En su infancia pasaba las horas libres cortando el césped del jardín de su casa ante los reproches de su madre, que le animaba a salir a la calle con sus amigos. Siempre fue autodidacta y desarrolló un exacerbado perfeccionismo con tal de seguir las huellas de su admirado Sepp Maier, el legendario guardameta alemán de los años setenta, cuya eficaz sobriedad sólo Kahn sería capaz de emular.
Durante su estancia con el Bayern de Múnich, fue considerado un gran líder dentro del club, destacándose por vérsele alterado en muchas oportunidades durante los partidos. En esta etapa, estuvo involucrado en muchos affairs, coincidiendo  en la época en la que al Bayern le llamaban FC Hollywood por los constantes escándalos de sus jugadores. Fue famoso por ejemplo su altercado con Iker Casillas, un partido amistoso jugado el 13 de febrero de 2003, en el ahora Iberostar Estadi, casa del Real Mallorca, entre España y Alemania. En un partido anterior ante el Bayern, Casillas no tuvo oportunidad de pedir la camiseta al alemán y ahora sí, sólo que no contaba con el humor de Kahn, quien le negó el saludo y con muy malos modos le negó el intercambio. «Creo que la educación de Oliver Kahn no estuvo a la altura» declaró el español. Kahn se arrepintió, se disculpó, mandó a Casillas la camiseta por correo y le invitó a pasar un día con él en Múnich. Iker aceptó.
Tras el traspié del mundial de 2002, Kahn se percató por fin de que le iba mejor el tono sereno, tras haber pertenecido durante años a esa estirpe de porteros alemanes que son más conocidos por su arrogancia y sus malos modos que por su calidad futbolística. «Se está convirtiendo en inmortal», ha dicho de él el propio Maier.
Casado y padre de una niña nacida en enero de 2000, Kahn ha hecho publicidad para televisión, le fascina jugar en bolsa y es un empedernido practicante de golf, sobre todo si puede desafiar a su presidente y amigo Franz Beckenbauer, a quien no se cansa de repetir que él ostenta el récord de imbatibilidad en la Bundesliga (ocho partidos).
Una de sus frases célebres ha sido la que pronunció a un entrevistador de la UEFA al término de un partido de Liga de Campeones, donde dijo: "Eier, wir brauchen Eier!" (Cojones ¡Necesitamos cojones!).
Desde octubre de 2016, es dueño y fundador de Goalplay, una empresa dedicada a la fabricación de guantes de portero y al entrenamiento de jóvenes promesas del fútbol.